# زبان تایلندی
زبان تایلندی، تای یا تایلندی مرکزی (از نظر تاریخی سیامی؛ تایلندی: ภาษาไทย)، یک زبان تای از خانواده زبان‌های کرا-دای است که توسط مردم مرکزی تای مرکزی صحبت می‌شود. این تنها زبان رسمی تایلند است.
تایلندی بیشترین صحبت را در بین بیش از ۶۰ زبان تایلند از نظر شمار گویشوران بومی و کلی دارد. بیش از نیمی از واژگان آن از پالی، سانسکریت، مون و خمر باستان گرفته شده‌است. این یک زبان نواخت‌بر و تحلیلی است. تایلندی دارای یک املای پیچیده و سیستم نشانگرهای رابطه‌ای است. گفتار تایلندی، بسته به عوامل معیار اجتماعی-زبانی مانند سن، جنسیت، طبقه، مجاورت فضایی، و شکاف شهری/روستایی، تا حدی با لائو، ایسان و برخی از دیگر زبان‌های تای قابل درک است. این زبان‌ها با خط‌های کمی متفاوت نوشته می‌شوند، اما از نظر زبانی مشابه هستند و به‌طور مؤثر یک زنجیره گویشی را تشکیل می‌دهند.
بیش از ۶۹ میلیون نفر به زبان تایلندی صحبت می‌کنند. افزون بر این، بیشتر تایلندی‌ها در نواحی شمالی و شمال شرقی کشور (ایسان) امروزه به دو زبان تایلندی مرکزی و گویش‌های منطقه‌ای مربوط به آن‌ها صحبت می‌کنند، زیرا زبان تایلندی (مرکزی) زبان تلویزیون، آموزش، اخبار و رسانه‌هاست. یک پژوهش اخیر نشان داد که گویشوران زبان تایلندی شمالی (یا خام موئانگ) بسیار کم شده‌اند، زیرا بیشتر مردم شمال تایلند تقریباً همیشه به زبان تایلندی معیار صحبت می‌کنند، به طوری که در حال حاضر بیشتر از واژگان تایلندی مرکزی استفاده می‌کنند و گفتار خود را فقط با لهجه خام موئانگ چاشنی می‌کنند. تایلندی معیار بر اساس گونه‌های طبقه تحصیل‌کرده مردم مرکزی تایلند در بانکوک ایجاد شده‌است.
افزون بر تایلندی مرکزی، تایلند میزبان سایر زبان‌های تای نیز هست. اگرچه برخی از زبان‌شناسان این گویش‌ها را به عنوان زبان‌های مرتبط اما متمایز دسته‌بندی می‌کنند، اما گویشوران بومی اغلب آنها را به عنوان گونه‌های منطقه‌ای یا گویش‌های همان زبان تایلندی یا به عنوان «گونه مختلف تایلندی» معرفی می‌کنند. تایلندی به عنوان یک زبان میانجی در تمام جنبه‌های جامعه در تایلند، در ابتدا شاهد پذیرش تدریجی و بعداً گسترده به عنوان زبان دوم در میان گروه‌های قومی اقلیت این کشور از اواسط اواخر دوره آیوتایا به بعد بود. اقلیت‌های قومی امروزه عمدتاً دو زبانه هستند و در کنار زبان یا گویش مادری خود به تایلندی نیز صحبت می‌کنند.

## دسته‌بندی
تایلندی معیار به عنوان یکی از زبان‌های چیانگ سائن طبقه‌بندی می‌شود - سایر زبان‌های تای لانا، تایلندی جنوبی و تعداد زیادی زبان کوچک‌تر، که همراه با زبان‌های تای شمال غربی و لائو-فوتای، شاخه جنوب غربی زبان‌های تای را تشکیل می‌دهند. زبان‌های تای شاخه‌ای از خانواده زبان‌های کرا-دای هستند که شمار فراوانی از زبان‌های بومی را در بر می‌گیرد که به صورت قوسی از هاینان و گوانگشی و جنوب لائوس و ویتنام شمالی تا مرز کامبوج صحبت می‌شوند.
تایلندی معیار زبان اصلی آموزش و دولتی است و در سراسر تایلند صحبت می‌شود. این گویش معیار بر اساس گویش مردم مرکزی تایلند است و به خط تایلندی نوشته می‌شود.

## تاریخ
به گفته یک منبع چینی، در دوره یینگیا شنگلان از دودمان مینگ (۱۴۰۵–۱۴۳۳)، ما هوان در مورد زبان هسین لو گزارش داد و گفت که این زبان تا حدودی شبیه گویش محلی است که در گوانگ‌دونگ صحبت می‌شود تایلندی در طول تاریخش دستخوش تغییرات صوتی مختلفی شده‌است. برخی از مهم‌ترین تغییرات در طول تکامل از تایلندی باستان به تایلندی نوین رخ داده‌است. سامانه نوشتاری تایلندی دارای تاریخ هشت سده‌ای است و بسیاری از این تغییرات، به ویژه در حروف صامت و نواخت، در املای نوین مشهود هستند.
اعتقاد بر این است که زبان گفتاری رایج در منطقه‌ای که اکنون مرز میان ویتنام و چین است، سرچشمه زبان کنونی تایلندی است. از نظر ژنتیکی، این زبان با زبان‌هایی که در شرق میانمار، شمال ویتنام، یون‌نان و لائوس صحبت می‌شوند، مرتبط است. تایلندی نوشتاری توسط پادشاه سوکوتای دوره سوم، رام‌خام‌هائنگ، در سال ۱۲۸۳ معرفی شد. این سامانه نوشتاری از زمان معرفی خود دستخوش تغییرات کوچکی شده‌است، به طوری که کتیبه‌های نوشته شده در عصر سوکوتای هنوز توسط خوانندگان تایلندی امروزی قابل خواندن هستند. این نوشته‌ها بر اساس مفاهیم پالی، سانسکریت و هندی بودند.

## واج‌شناسی

### همخوان‌ها
اگرچه در مجموع ۴۴ همخوان در تایلندی وجود دارد ۲۱ همخوان در آغاز واژگان و ۲۳ همخوان در پایان آن‌ها یافت می‌شوند.
|                  |        | لبی      | لثوی           | کامی      | نرم‌کامی      | چاکنایی |
| ---------------- | ------ | -------- | -------------- | --------- | ------------ | ------- |
| خیشومی           | خیشومی | m ม      | n ณ,น          |           | ŋ ง          |         |
| انفجاری/ انسایشی | واک‌دار | b บ      | d ฎ,ด          |           |              |         |
| انفجاری/ انسایشی | لاغر   | p ป      | t ฏ,ต          | tɕ จ      | k ก          | ʔ อ     |
| انفجاری/ انسایشی | حلقی   | pʰ ผ,พ,ภ | tʰ ฐ,ฑ,ฒ,ถ,ท,ธ | tɕʰ ฉ,ช,ฌ | kʰ ข,ฃ,ค,ฅ,ฆ |         |
| سایشی            | سایشی  | f ฝ,ฟ    | s ซ,ศ,ษ,ส      |           |              | h ห,ฮ   |
| ناسوده           | ناسوده | w ว      | l ล,ฬ          | j ญ,ย     |              |         |
| لرزشی            | لرزشی  |          | r ร            |           |              |         |

|         | لبی         | لثوی                                 | کامی | نرم‌کامی   | چاکنایی |
| ------- | ----------- | ------------------------------------ | ---- | --------- | ------- |
| خیشومی  | m ม         | n ญ,ณ,น,ร,ล,ฬ                        |      | ŋ ง       |         |
| انفجاری | p̚ บ,ป,พ,ฟ,ภ | t̚ จ,ช,ซ,ฌ,ฎ,ฏ,ฐ,ฑ, ฒ,ด,ต,ถ,ท,ธ,ศ,ษ,ส |      | k̚ ก,ข,ค,ฆ | ʔ       |
| ناسوده  | w ว         |                                      | j ย  |           |         |

### واکه‌ها

واکه‌های تای

هسته واکه‌های تایلندی به شرح زیر است:
|       | پیشین   | پیشین   | پسین       | پسین     | پسین     | پسین    |
| ناگرد | ناگرد   | ناگرد   | ناگرد      | گرد      | گرد      |         |
| کوتاه | بلند    | کوتاه   | بلند       | کوتاه    | بلند     |         |
| ----- | ------- | ------- | ---------- | -------- | -------- | ------- |
| بسته  | /i/ -ิ   | /i:/ -ี  | /ɯ/ -ึ      | /ɯ:/ -ื-  | /u/ -ุ    | /u:/ -ู  |
| میانه | /e/ เ-ะ | /e:/ เ- | /ɤ/ เ-อะ   | /ɤ:/ เ-อ | /o/ โ-ะ  | /o:/ โ- |
| باز   | /ɛ/ แ-ะ | /ɛ:/ แ- | /a/ -ะ, -ั- | /a:/ -า  | /ɔ/ เ-าะ | /ɔ:/ -อ |

### نواخت‌ها
پنج نواخت در تایلندی وجود دارد: میانه، پایین، افتان، بالا و خیزان. نواخت به استفاده از زیر و بم در زبان برای تشخیص معنای واژه یا دستور، یعنی برای تشخیص یا تصریف کلمات گفته می‌شود.
زبان فارسی‌زبانی نواخت‌بر نیست اما در آن ویژگی نواخت‌بری به گونه‌ای محدود به‌کار می‌رود. یک نمونه مشهود از خاصیت نواخت‌بری واژگان در فارسی واژهٔ «گویا» است که بسته به نحوه ادای آن می‌توان معنی‌های «روان و سلیس» یا «انگار» را برداشت کرد. زبان چینی و برخی دیگر از زبان‌های شرق و جنوب شرق آسیا از مشهورترین زبان‌های نواخت‌بر هستند.

## دستور
از منظر رده‌شناسی زبانی، تایلندی را می‌توان زبانی تحلیلی دانست. ترتیب واژگان به صورت نهاد-فعل-مفعول است، اگرچه نهاد اغلب حذف می‌شود. افزون بر این، تایلندی یک زبان فاقد هر گونه شکل‌شناسی عطفی است. ضمایر تایلندی با توجه به جنسیت و وضعیت نسبی گوینده و مخاطب انتخاب می‌شوند.
مانند بسیاری از زبان‌های آسیایی، به ویژه زبان خمر، یکی از دشواری‌های عمده، کاربرد عبارت‌های مؤدبانه‌ای است که دقیقاً مناسب با شرایط باشد: سن، جنس، نقش اجتماعی مخاطب و نیز میزان احترام نسبت به او در ضمیرها و گاه واژگان تغییراتی ایجاد می‌کند. توجه به تمایز بزرگترها از کوچکترها از اهمیت ویژه‌ای برخوردار است.

## گونه‌ها
مرکزی تایلندی از چندین گونه کاربردی مجزا تشکیل شده‌است که برای زمینه‌های اجتماعی مختلف شکل می‌گیرد:
- تایلندی خیابانی یا معمولی (ภาษาพูด، phasa phut): غیررسمی، بدون عبارات مودبانه، همان‌طور که میان خویشاوندان و دوستان نزدیک استفاده می‌شود.
- تایلندی برازنده یا رسمی (ภาษาเขียน، phasa khian): نسخه رسمی و مکتوب. به شکل ساده در روزنامه‌ها استفاده می‌شود.
- تایلندی بلاغی: برای سخنرانی عمومی استفاده می‌شود.
- تایلندی مذهبی: (به شدت تحت تأثیر سانسکریت و پالی) هنگام بحث دربارهٔ بودیسم یا خطاب به راهبان استفاده می‌شود.
- تایلندی سلطنتی (ราชาศัพท์، racha sap): تحت تأثیر خمر، هنگام خطاب به اعضای خانواده سلطنتی یا توصیف فعالیت‌های آن‌ها استفاده می‌شود.

بیشتر تایلندی‌ها می‌توانند به تمام این گونه‌ها صحبت کرده و آن‌ها را درک کنند. تایلندی خیابانی و برازنده اساس همه گفتگوهاست. تایلندی بلاغی، مذهبی و سلطنتی به عنوان بخشی از برنامه درسی ملی در مدارس تدریس می‌شود.
همان‌طور که در بالا ذکر شد، تایلندی دارای چندین گونه است که هر کدام کاربردهای خاصی مانند محاوره، رسمی و ادبی دارند؛ بنابراین، واژه «خوردن» مثلاً می‌تواند กิน (kin ; رایج)، แดก (daek ; عامیانه)، ยัด (yat ; عامیانه)، บริโภค (boriphok ; رسمی)، รับประทาน (rapprathan ; رسمی)، ฉัน (chan ; مذهبی)، یا เสวย (sawoei ; سلطنتی) باشد.

## واژگان
به غیر از واژگان مرکب و واژگان که منشأ خارجی دارند، بیشتر واژگان تایلندی تک‌هجا هستند.
نفوذ زبان چینی تا سده سیزدهم، که استفاده از حروف چینی کنار گذاشته شد و تایلندی با خط‌های سانسکریت و پالی نوشته شد، قوی بود. با این حال، تایلندی بسیاری از وام‌واژه‌های چینی میانه را حفظ کرده‌است. بعدها بیشتر واژگان از سانسکریت و پالی وام گرفته شد. اصطلاحات بودایی به ویژه مدیون این موارد است. این واژگان هندی‌تبار دارای کاربرد رسمی‌تری هستند و می‌توان آن‌ها را با وام‌های عربی در فارسی مقایسه کرد. خمر باستان نیز سهم خود را داشته‌است، به ویژه در مورد اصطلاحات دربار سلطنتی. با این حال، از آغاز سده بیستم، زبان انگلیسی بیشترین تأثیر را داشته‌است، به ویژه برای اصطلاحات علمی، فناوری، بین‌المللی و سایر اصطلاحات نوین.
واژگانی با ریشه فارسی نیز در تایلندی یافت می‌شوند. نفوذ فارسی در تایلندی به سده ۱۶ و ارتباط دولت صفوی با پادشاهی آیوتایا بازمی‌گردد. واژگانی مانند กะหล่ำ (Kah̄l̀ả به معنای «گل کلم»)، ดอกกุหลาบ (Dxk kuh̄lāb به معنای «گل رز»؛ هم‌ریشه با «گلاب»)، คาราวาน (Khārāwān به معنای «کاروان») و ฟรังจิ (Frạngci به معنای «فرنگی») در تایلندی دارای ریشه فارسی هستند.

## سامانه نوشتاری

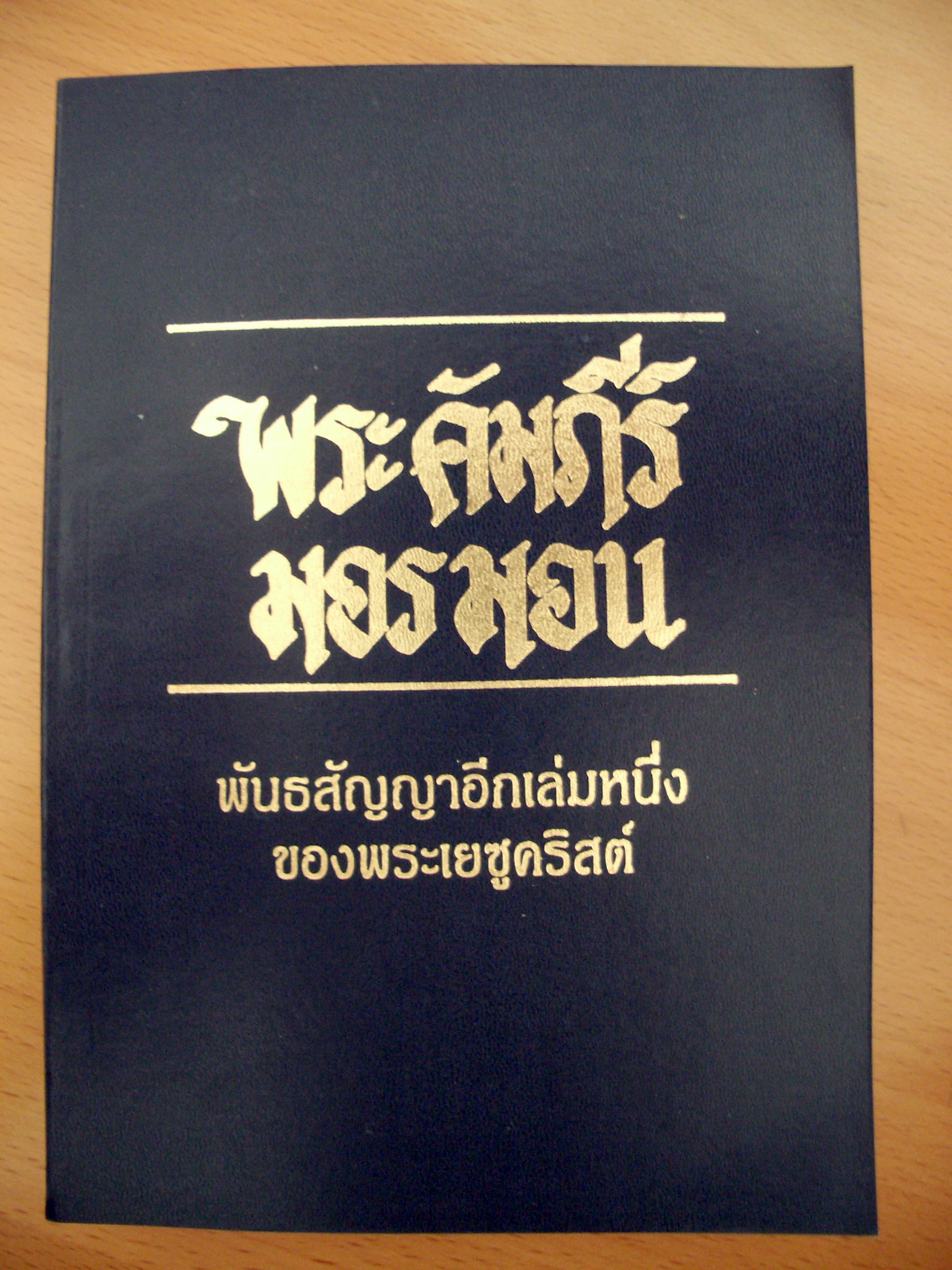
کتابی به تایلندی.

تایلندی به خط تایلندی نوشته می‌شود، یک آبوگیدا که از چپ به راست نوشته می‌شود. بسیاری از پژوهشگران معتقدند که تای از خط خمر گرفته شده‌است. مطمئناً اعداد مستقیماً از خمر برداشته شدند. این زبان و خط آن ارتباط نزدیکی با زبان و خط لائو دارد. بیشتر لائوسی‌های باسواد قادر به خواندن و درک تایلندی هستند، زیرا بیش از نیمی از واژگان تایلندی، دستور زبان، لحن، واکه‌ها و غیره در زبان لائو مشترک است.
الفبای تای از الفبای خمری ریشه گرفته‌است که از خط برهمایی از خانواده هندی الگوبرداری شده‌است. زبان و الفبای آن خویشاوندی نزدیکی با زبان لائوسی (لائو) دارد. این خط شامل ۴۴ همخوان است که ۲ همخوان دیگر کاربردی ندارند. از این تعداد، ۶ همخوان در آغاز کلمه به کار نمی‌روند. ویژگی شگفت خط تای، جداناسازی کلمه‌های یک جمله از یکدیگر است که دشواری خواندن این خط را بسیار افزایش می‌هد.
جدول روبرو همخوان‌های تایلندی را نشان می‌دهد:

## نمونه‌ها
| فارسی            | تایلندی (نویسه‌گردانی لاتین)                            |
| ---------------- | ------------------------------------------------------ |
| بله.             | tchaï ; khrap(m.) ; kha(f.)                            |
| نه.              | maï tchaï                                              |
| سلام، روز بخیر.  | sawat dii khrap (برای مرد) sawat dii khaa (برای زن)    |
| حالتان چطور است؟ | sabaïdii reu plao                                      |
| ممنون.           | khoop khun khrap (برای مرد), khoop khun khaa (برای زن) |